# 國道1號 (越南)
國道1號（越南语：／，簡稱QL.1，又稱）是一條縱貫越南的國道，北起諒山省友誼關，南至金甌省南根縣南根市鎮，全長2482公里，途經諒山、河內、榮市、順化、峴港、潘切、胡志明市、芹苴等主要城市。目前已納入亚洲公路1号线。

## 走线
國道1號全線路寬11-15米，穿越城市区域路段路宽20.5-30.5米，瀝青鋪面（部分为混凝土）。

### 北部
國道1號始於谅山省东北部高禄县同登市镇的友谊关（与中国322国道相接），並在省內先向西南方行走，再轉向东南方，并经过谅山省蒞諒山市:329，後轉向西南方，经行同省枝陵縣和右隴縣后前往北江省省境:451，其中在諒山至同煤市镇段分流为平行的新（Quốc lộ 1A mới）、旧两条道路。
北江省路段全長37公里，自東北向西南穿越諒江县，并在𠄳市鎮與292号省道、國道37號交匯，隨即進入北江市，並經過市區西南隅的滄江橋前往越安市社，其中𠄳市鎮至越安亭𬄦（Đình Trám）的路段亦與國道37號和南北高速公路共綫，隨後經過越安南隅的如月橋跨越梂江進入北寧省境內。
北寧省路段全長20公里，自东北向西南進入北寧市，並與國道18號、國道38號、內牌—北寧—下龍高速公路以及仙游縣和慈山市境內等共7座交流道交匯，最終進入河內市境內。
河內市路段全長33.5公里，自东北向西南進入嘉林縣，隨後與河內三環高速公路、國道5A號和河内—海防高速公路交匯，經過福同橋跨越紅河進入黃梅郡。緊接在法雲交流道與南北高速公路分離，轉向南方穿越青池縣、常信縣、富川縣後進入河南省境內。截至2022年，國道1號河內段僅建成5.1公里。
河南省自北向南穿越維先市社、金榜市社、府里市、青廉縣，隨後經過橋跨越底江進入寧平省境內。
寧平省自北向南進入華閭市，並在寧安社轉向西南方，隨後在安謨縣的路口與南北高速公路交匯，穿越三疊市後進入清化省境內。
清化省自東北向西南進入扁山市社的北山坊後轉向南方，穿越河中縣、厚祿縣、弘化縣、清化市、廣昌縣和宜山市社，最終進入乂安省境內。
乂安省路段全長73.8公里，自北向南穿越黃梅市社、瓊瑠縣、演州縣和宜祿縣，並在興元縣的兴道社轉向東南方，進入榮市，經過边水二橋跨越藍江，進入河靜省境內。
河靜省路段全長124.3公里，自東南向西北進入宜春縣的春園社後轉向西南方、隨後在鴻嶺市社的度遼坊再轉向東南方，穿越干祿縣、石河縣、河靜市、錦川縣和奇英縣。在奇同市鎮至省道12號路口一段，公路轉向南方，隨後再轉向東南方，進入廣平省境內後轉向南方。
廣平省自南向北進入巴屯市社，經過爭江橋跨過爭江後轉向東南方，穿越布澤縣、洞海市和廣寧縣。在廣寧縣境內，經過貫侯橋跨越日麗江，隨後穿越麗水縣進入廣治省境內。
廣治省自東南向西北穿越永靈縣、由靈縣、甘露縣、東河市、肇豐縣、廣治市社和海陵縣後進入順化市境內。
順化市路段全長113.3公里，自東南向西北穿越豐田市社和香茶市社，在富春郡的北交流道與南北高速公路交匯，經過Tuần桥跨越香江，隨後穿越順化郡、香水市社、富祿縣後進入岘港市進境內。

### 中部
国道1号自西北向南穿越岘港市、广南省、广义省、平定省、富安省，过绥和市后转向西南方穿越庆和省、宁顺省、平顺省后进入同奈省。

### 南部
国道1号自东向西穿越同奈省、胡志明市后进入湄公河三角洲地区的隆安省、前江省。
前江省在北进入美湫市后，转向西方，并在丐𦨭縣再转向南方，经由美顺大桥横跨前江，进入永隆省。
永隆省自东向西穿越永隆市境内的古羶江河畔，随后在第二坊转向南方，穿越龍湖縣、三平县和平明市社，并经过芹苴大桥跨过后江，进入芹苴市境内。

### 里程表

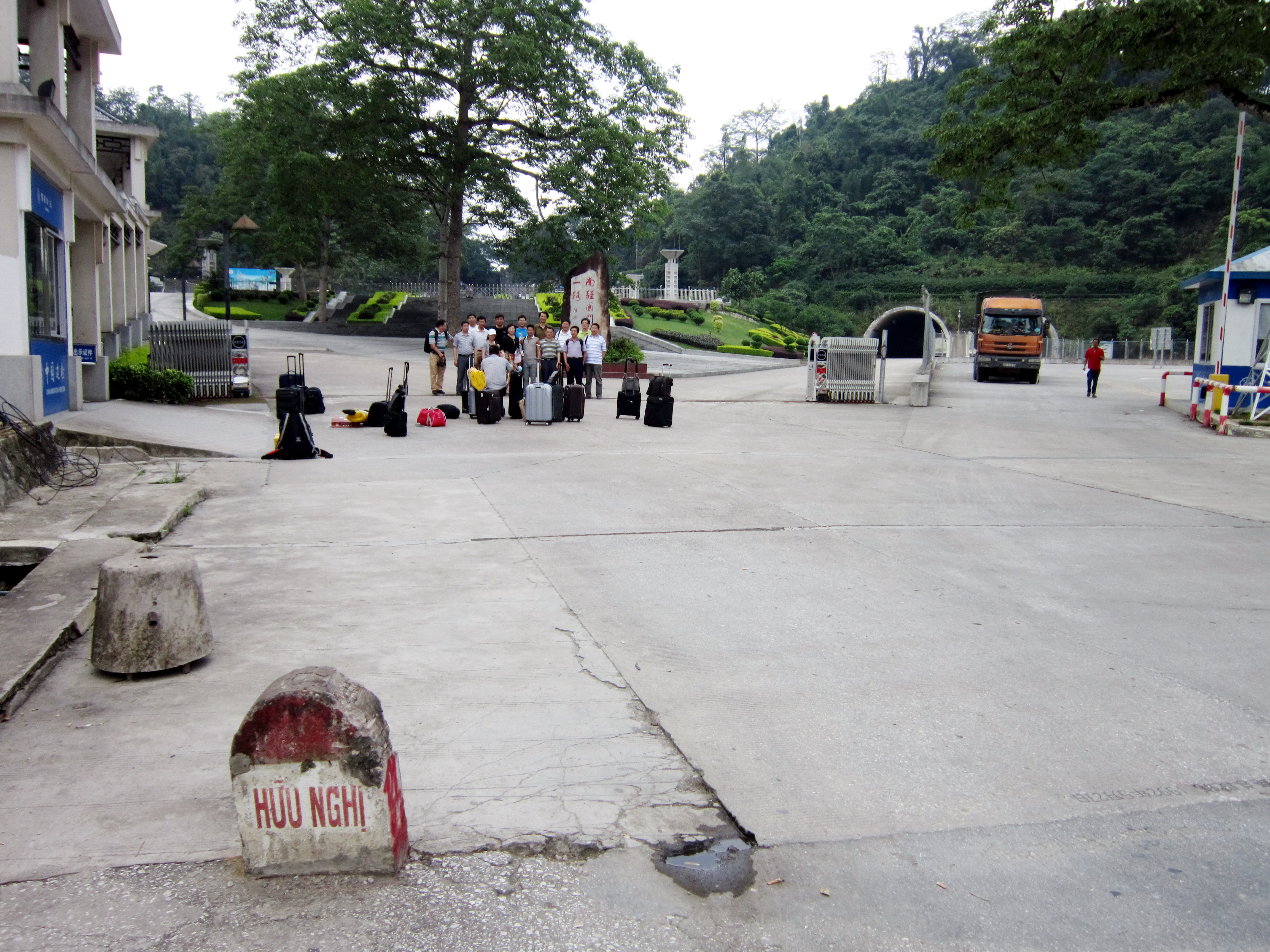
国道1号0公里处，前方为中国友谊关口岸

| 序号 | 省/市    | 里程（公里） | 长度（公里） | 长度排名 |
| ---- | -------- | ------------ | ------------ | -------- |
| 1    | 諒山省   | 16           | 94.5         | 12       |
| 2    | 北江省   | 119          | 37.6         | 23       |
| 3    | 北寧省   | 139          | 20.1         | 29       |
| 4    | 河內市   | 170          | 33.5         | 20       |
| 5    | 河南省   | 229          | 35.1         | 25       |
| 6    | 寧平省   | 263          | 33.9         | 26       |
| 7    | 清化省   | 323          | 109.8        | 9        |
| 8    | 乂安省   | 461          | 73.8         | 14       |
| 9    | 河靜省   | 510          | 124.3        | 3        |
| 10   | 廣平省   | 658          | 122.1        | 5        |
| 11   | 廣治省   | 750          | 75.3         | 15       |
| 12   | 順化市   | 824          | 113.3        | 7        |
| 13   | 岘港市   | 929          | 36.8         | 24       |
| 14   | 廣南省   | 991          | 87.1         | 13       |
| 15   | 廣義省   | 1054         | 98.0         | 10       |
| 16   | 平定省   | 1232         | 118.3        | 8        |
| 17   | 富安省   | 1329         | 123.2        | 6        |
| 18   | 慶和省   | 1450         | 158.5        | 2        |
| 19   | 寧順省   | 1555         | 64.3         | 17       |
| 20   | 平顺省   | 1701         | 181.4        | 1        |
| 21   | 同奈省   | 1867         | 98.7         | 11       |
| 22   | 平陽省   | 1879         | 4.5          | 31       |
| 23   | 胡志明市 | 1889         | 48           | 21       |
| 24   | 隆安省   | 1924         | 30.8         | 27       |
| 25   | 前江省   | 1954         | 72.8         | 16       |
| 26   | 永隆省   | 2029         | 38.7         | 22       |
| 27   | 芹苴市   | 2068         | 11           | 30       |
| 28   | 後江省   | 2096         | 27.5         | 28       |
| 29   | 朔庄省   | 2119         | 60.5         | 19       |
| 30   | 薄寮省   | 2176         | 61.8         | 18       |
| 31   | 金甌省   | 2236         | 123          | 4        |

## 历史

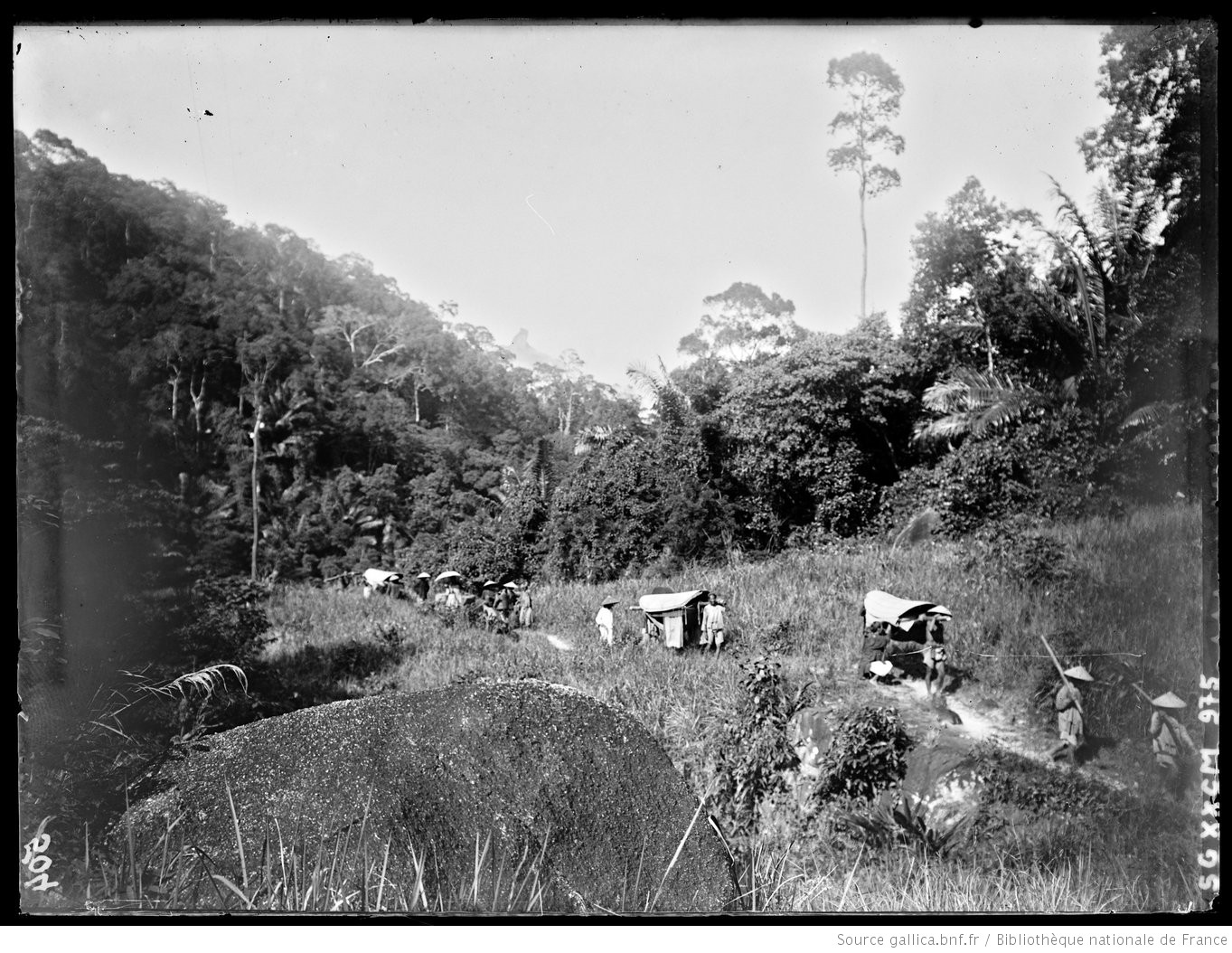
1898年的Cái Quan路

国道1号的前身可以追溯到1375年越南陈朝的千里路（又称Cái Quan路），连接升龍及西都城。在阮朝统一越南后，这条贯穿南北的大道被重视得以全面修整和完善。最初，这条道路较窄，主要用于马匹运送人员和货物。
现在的国道1号是在20世界初越南法属时期，在原有路段上进行扩建和升级形成的。在第一次印度支那戰爭和越南战争期间是交战双方重要的交通干道，惟双方的轰炸与破坏，亦造成道路损毁情况十分严重，难以通行。
进入21世纪后，国道1号再次进行了分段扩建，并且主要通过BOT模式投资的方式进行改造，许多路段已扩展为双向两车道以上。到2015年底，国道1号的大部分路段都已达到四车道；我𠤩市至金瓯市的路段在2023年也完成了四车道改造。这条道路如今是越南的连接各个城市的主要交通干道。

## 图集

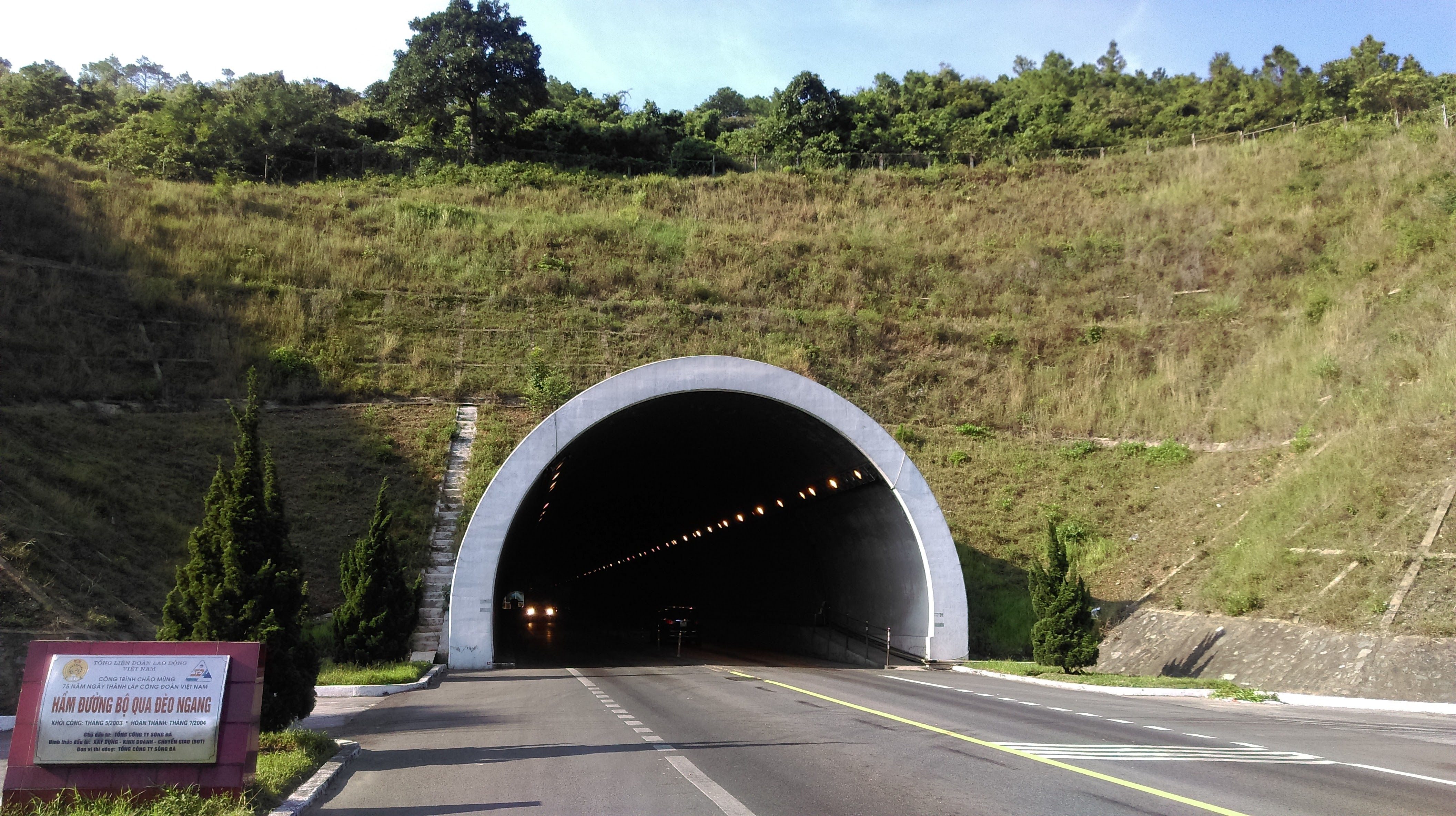
横山隧道
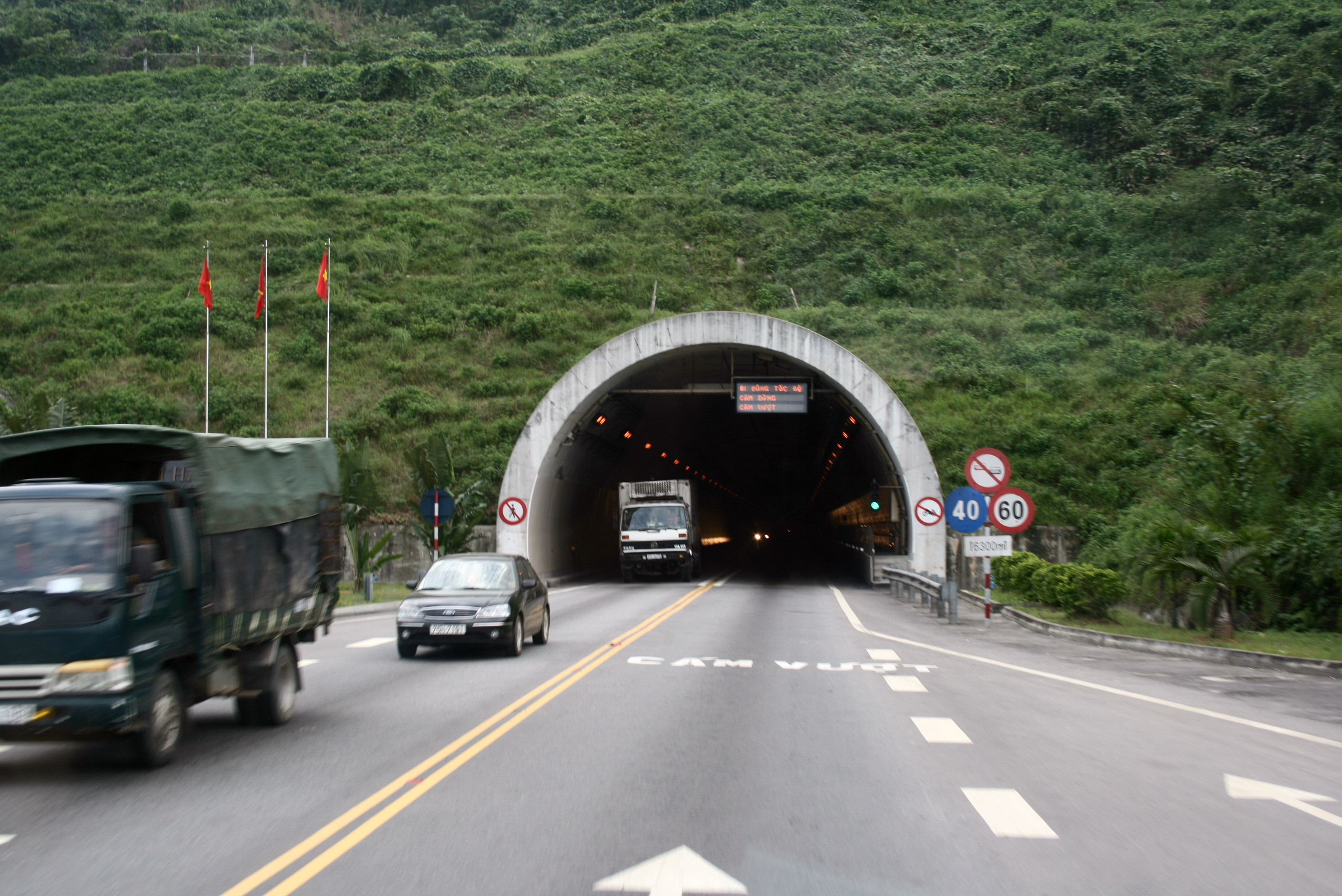
海云隧道
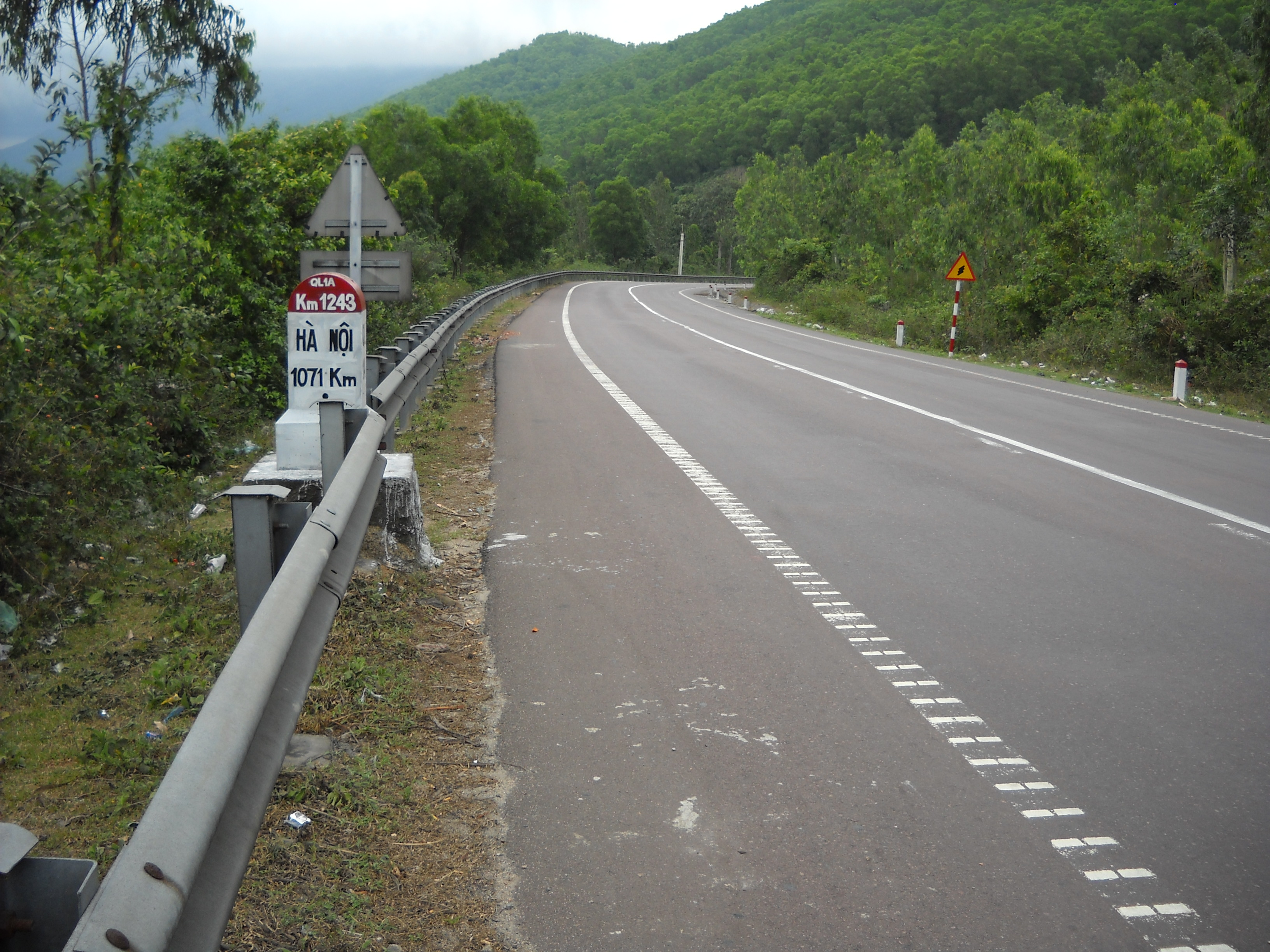
国道1号经Cù Mông山道
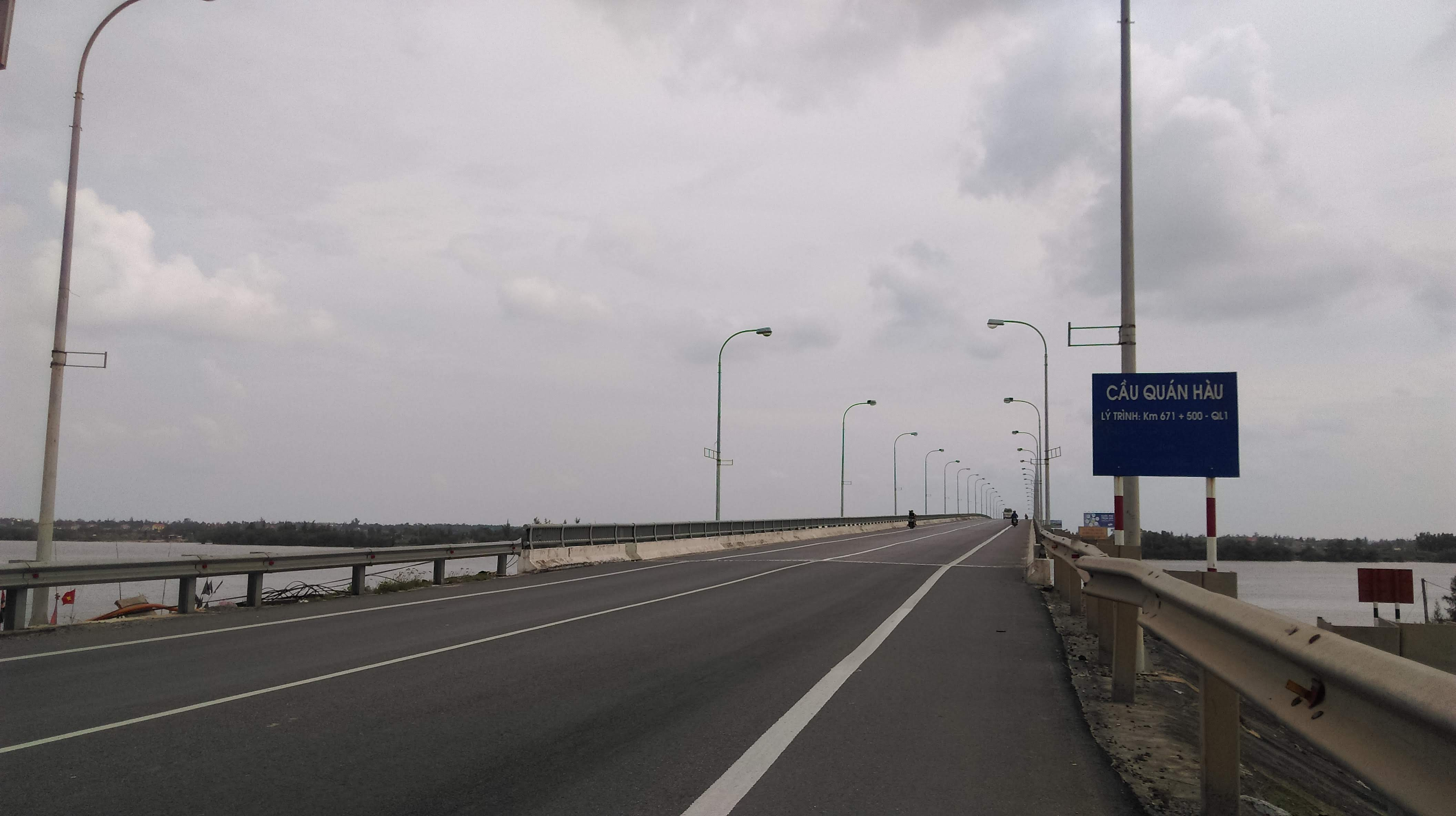
Quán Hàu橋
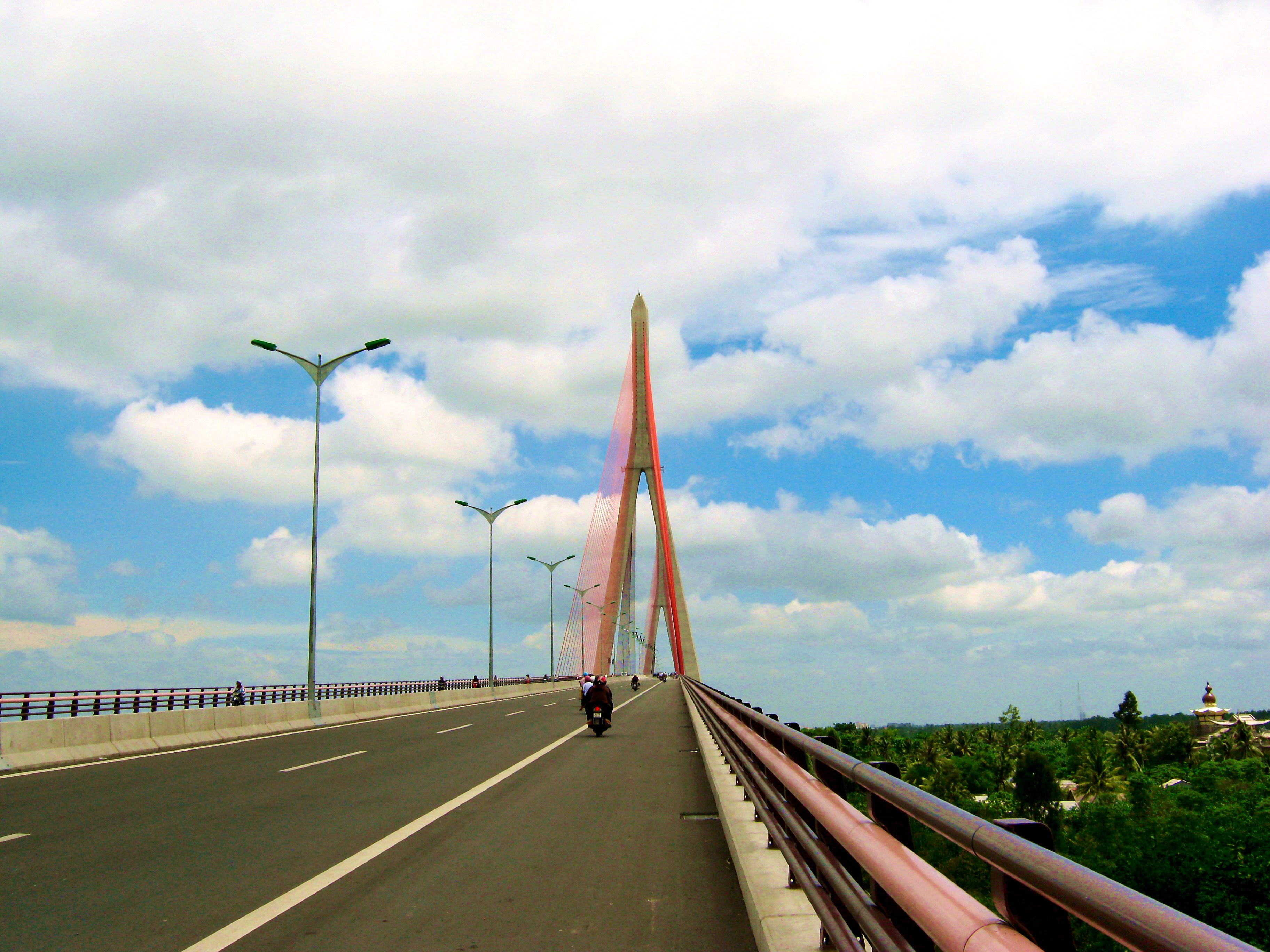
芹苴大桥
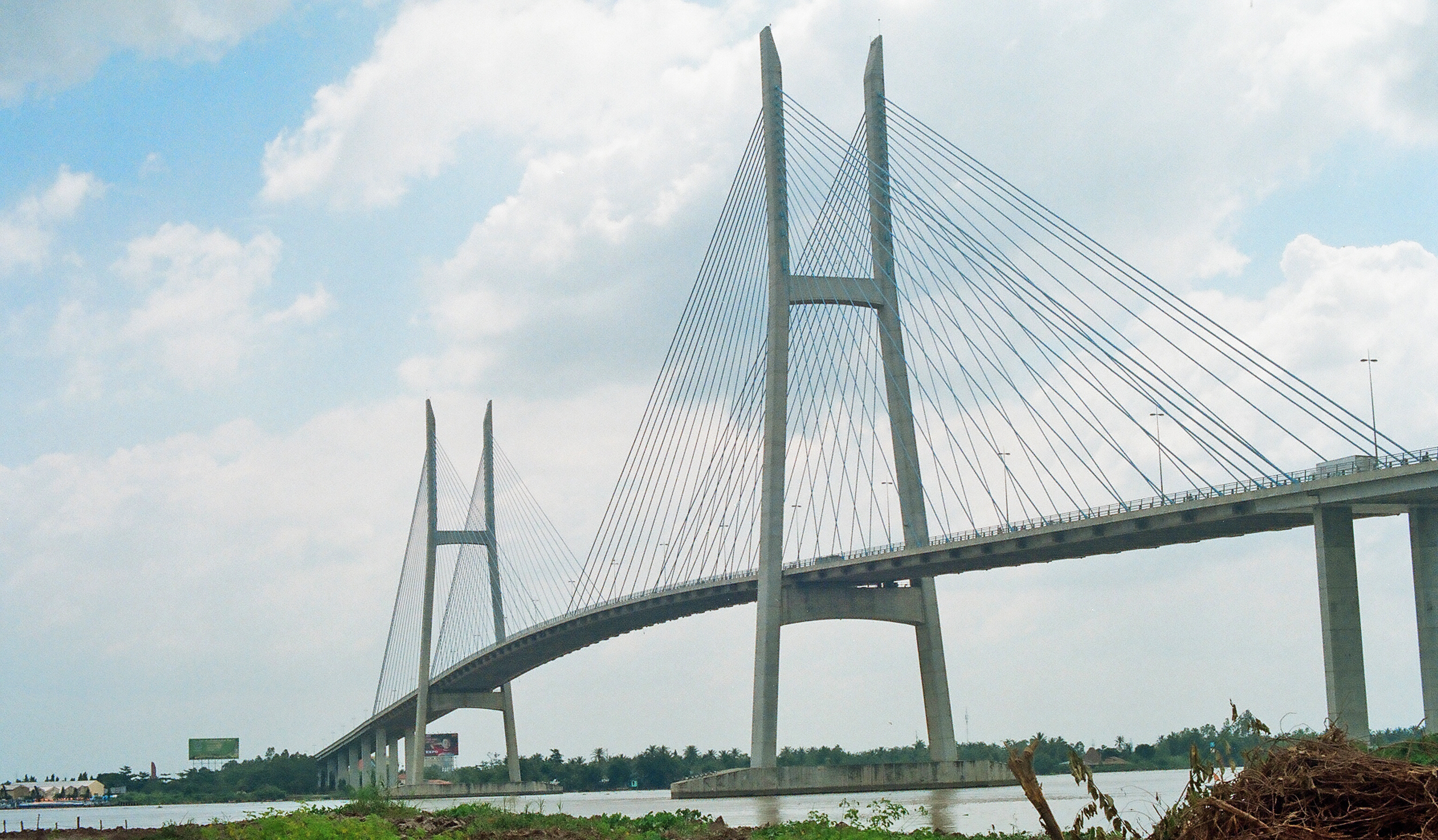
美顺大桥
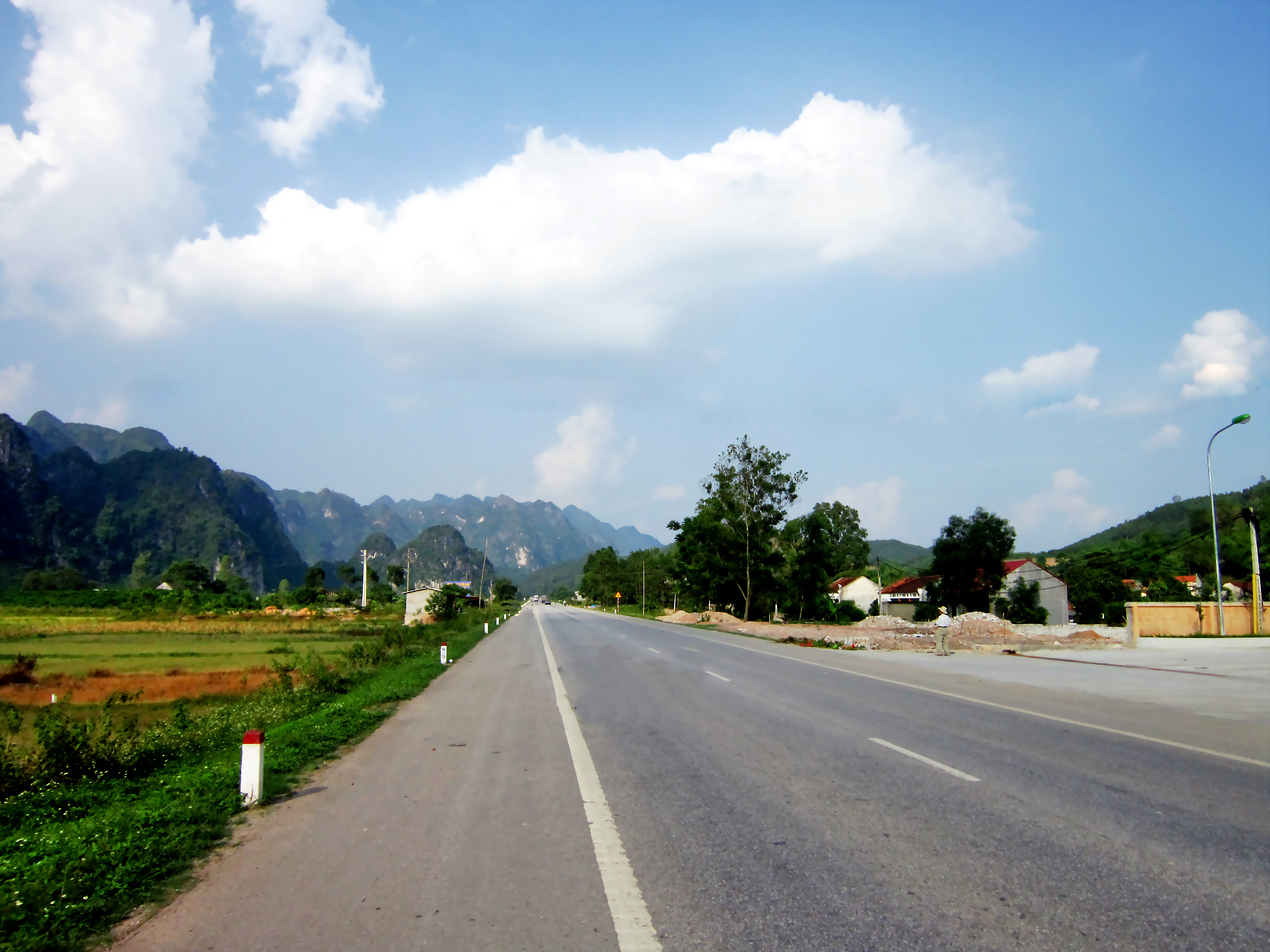
國道1號經諒山省枝陵县
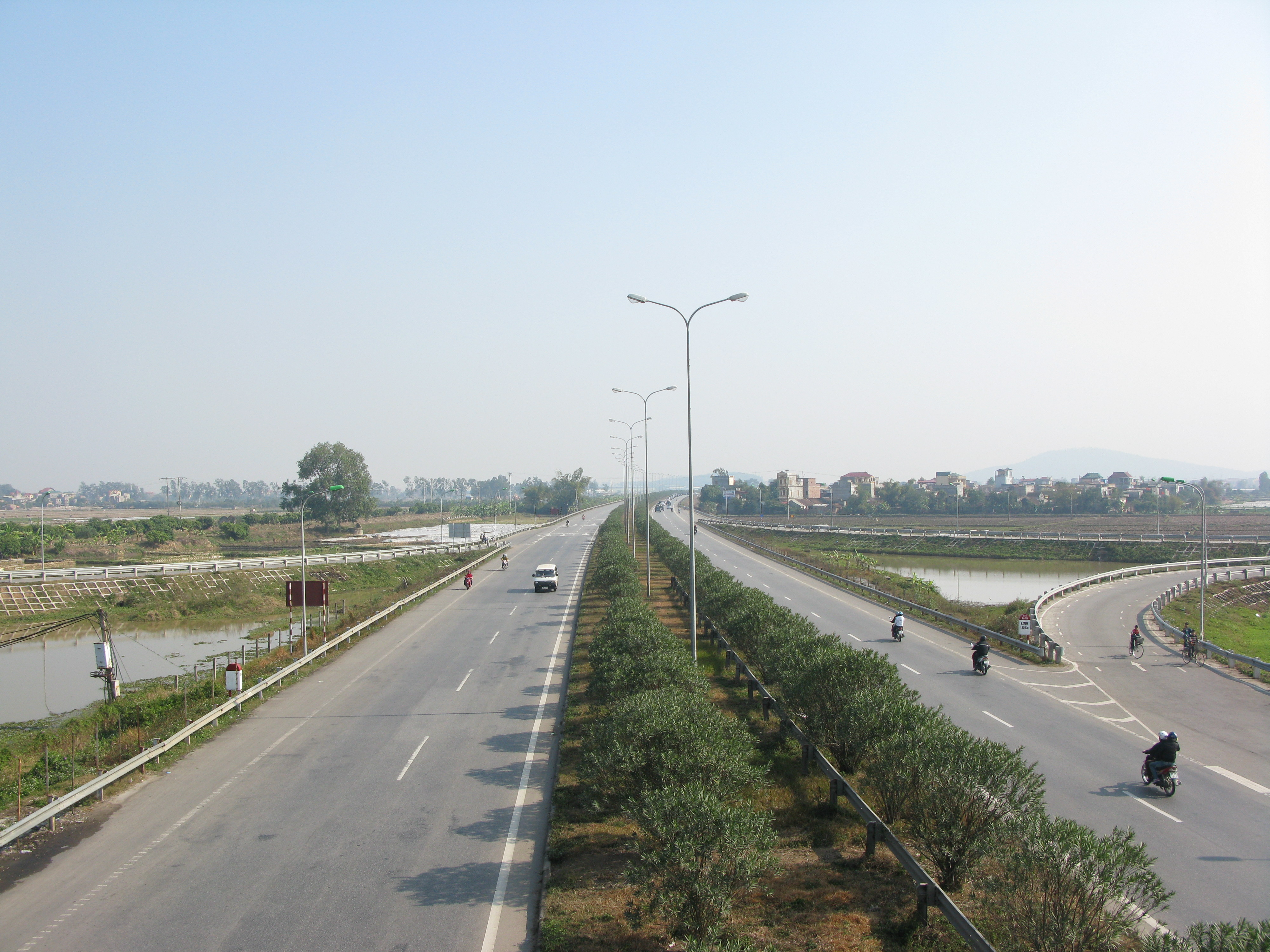
國道1號經北寧省慈山市的慈山交流道
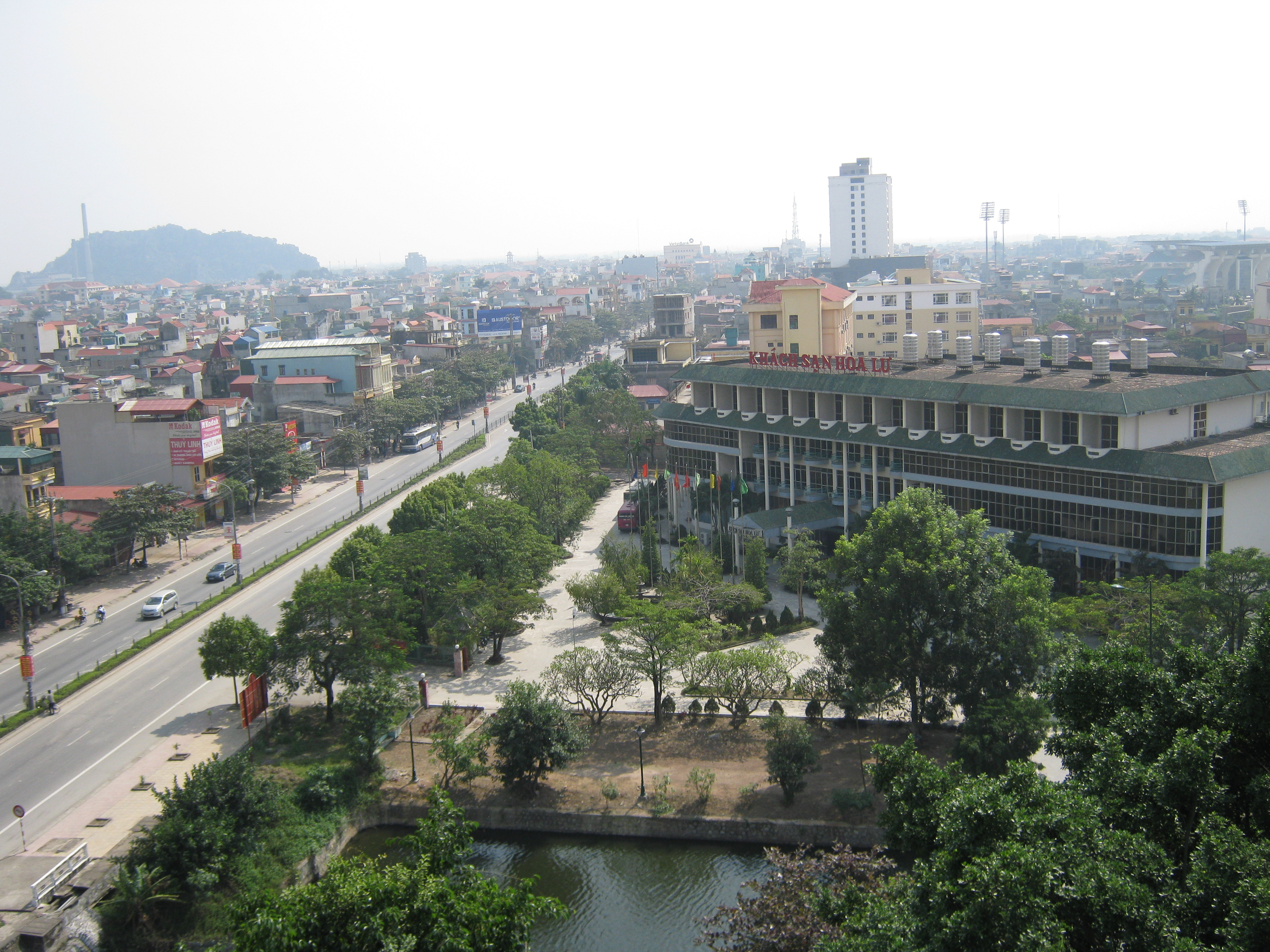
國道1號經寧平省华闾市
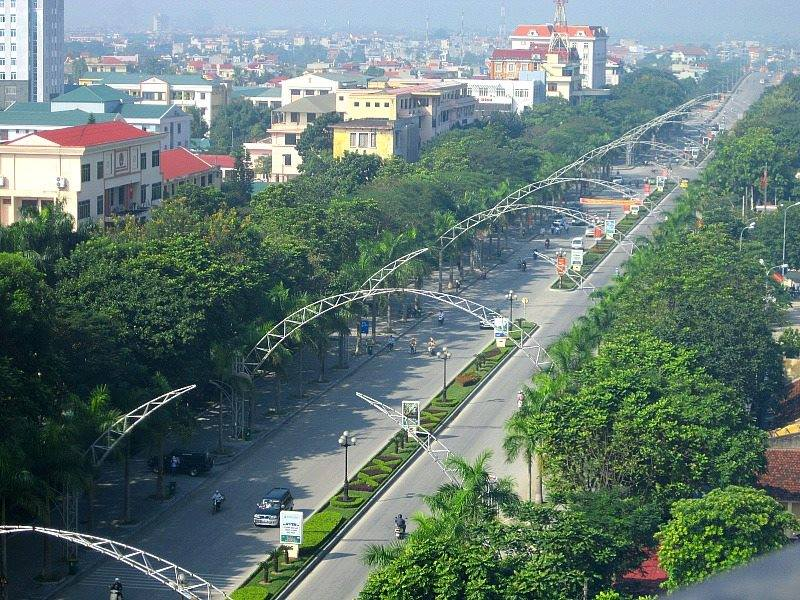
國道1號經清化省清化市